# Hedwige de Brzeg
 Hedwige de Brzeg (polonais : Jadwiga brzeska) (née vers 1433, morte le 21 octobre 1471) est une princesse polonaise issue de la dynastie des Piast de Silésie qui exerce la régence de 1453 à 1466 pour le compte de son fils Frédéric Ier de Legnica.

## Biographie
Hedwige de Brzeg est la fille cadette de Louis II de Brzeg et de sa seconde épouse Elisabeth de Brandebourg. En février 1445 elle épouse son cousin germain, Jean Ier de Lubin, avec qui elle a un fils unique, Frédéric Ier de Legnica, pour le compte duquel elle assume la régence de 1453 à 1466. Le jeune prince âgé de sept ans succède à son père à Chojnów et Strzelin. L'année suivante, Frédéric Ier reçoit Oława et Niemcza après la mort de sa grand-mère paternelle Marguerite d'Opole; la même année il reçoit également le duché de Legnica restitué par le royaume de Bohême. La régence de la duchesse douairière Hedwige se termine en 1466.

## Sources
- (de) Europäische Stammtafeln Vittorio Klostermann, Gmbh, Francfort-sur-le-Main, 2004  (ISBN 3465032926),  Die Herzoge von Glogau †1476, und Sagan †1504 des Stammes der Piasten  Volume III Tafel 13
- (en) & (de) Peter Truhart, Regents of Nations, K. G Saur Münich, 1984-1988  (ISBN 359810491X), Art. « Brieg (Pol. Brzeg) », p.  2448.